# Kamran Xah Durrani
Kamran Xah Durrani fou sobirà d'Herat (1828-1842).
Conjuntament amb el seu pare Mahmud Xah Durrani va eliminar la família Barakzay enfonsant la sobirania dels Sadozay de Kandahar el 1819 i asseegurant-se el control d'Herat entre el Hari Rud a l'oest i Helmand a l'est, i entre el Sistan al sud i Maymana al nord. El seu pare va assolir el tron a Herat i a la seva mort el 1828, Kamran el va succeir.
Durant els primers anys es va mostrar molt energic però a partir del setge persa del 1837/1838 fou el seu visir Yar Muhammad Khan Alikozay qui va assolir el poder efectiu; Yar es va asssegurar l'exercici de l'únic càrrec militar amb poder i el control dels impostos, i des de 1839 els subsidis britànics. El març de 1842 Kamran fou assassinat per Yar Muhammad que va exercir el poder com a regent.